# Magdalena de Habsbourg-Lorraine
Magdalena de Habsbourg-Hongrie, née à Kistapolcsány, actuellement en Slovaquie, le 6 septembre 1909, et morte à Sospel, Nice, France, le 11 mai 2000, est une archiduchesse d'Autriche, de la branche des palatins de Hongrie. Elle est également peintre et sculpteur.

## Biographie

### Famille
Troisième fille et dernière des six enfants de l'archiduc et prince palatin de Hongrie Joseph-Auguste de Habsbourg-Lorraine (1872-1962) et de son épouse la princesse Augusta de Bavière (1875-1964), Magdalena de Habsbourg-Lorraine naît à Kistapolcsány, le 6 septembre 1909,. Par sa mère, elle est l'arrière petite-fille de l'empereur d'Autriche François-Joseph.
Son frère aîné Joseph-François de Habsbourg-Lorraine (1895-1957) est le seul de sa fratrie à se marier et à avoir une descendance. Elle a également deux sœurs : Gisela (1897-1901) et Sophie (1899-1978), ainsi que deux autres frères : Ladislas (1901-1946) et Matthias (1904-1905).

### Princesse artiste
Magdalena de Habsbourg-Lorraine est peintre et sculpteur et réside, après la Seconde Guerre mondiale, en France, à Menton.

### Mort
Magdalena de Habsbourg-Lorraine meurt le 11 mai 2000, à l'âge de 90 ans à Sospel, Nice, Alpes-Maritimes. Elle est inhumée dans la crypte palatinale du palais de Budavár, à Budapest, auprès de ses parents.

## Honneur
Magdalena de Habsbourg-Hongrie est :
- Dame noble de l'ordre de la Croix étoilée, Autriche-Hongrie.